# Sonnenbergstraße (Garmisch-Partenkirchen)
Der Siedlungskern Sonnenbergstraße in Partenkirchen umfasst mehrere historische Straßenzüge im oberbayerischen Markt Garmisch-Partenkirchen. Teile der Straßenzüge  Sonnenbergstraße, Ballengasse, Pfarrgasse, Römerstraße, Faukenstraße und St. Anton-Straße sind auf Basis des Denkmalschutzgesetzes vom 1. Oktober 1973 ein Ensemble, die Aktennummer lautet E-1-80-117-7.

## Beschreibung
Das Ensemble dehnt sich vom alten Partenkirchener Ortskern in östlicher Richtung gegen den Fuß des Wank im ansteigenden Gelände des Sonnenbergs aus. Nach dem großen Flächenbrand von 1863, dem 54 Häuser zum Opfer gefallen waren, wurde das Viertel weitgehend einheitlichen wieder aufgebaut. Beim Wiederaufbau der meist bäuerlichen Anwesen wurde aus Brandschutzgründen die alte Werdenfelser Hausbautradition aufgegeben. Verputzte Bruchsteinbauten mit mittelsteilen Ziegeldächern ersetzten die schindelgedeckten Blockbauten mit ihren Zierbundgiebeln.
Die breite Hauptachse im Ensemble bildet die Sonnenbergstraße. Ihre Richtung wird von einem ehemals offen fließenden Bachlauf bestimmt. Bäuerliche Giebelbauten fassen den angerartigen Straßenzug ein, der durch den Antonius- und Floriansbrunnen besonders betont wird. In die platzartige Ausweitung der Straße beim Floriansbrunnen münden mehrere Gassen ein, die zum Ensemble gehören.
Die Faukenstraße prägen dicht aneinandergeschlossene, giebelständige Bauernhäuser. Einige dieser Bauten besitzen noch Giebeltennen. Die Straße folgt dem Verlauf des offen fließenden Faukenbachs. Die Schupfen am Bach, die kleinen Hausgärten und der Brunnen am Gassenende prägen das Straßenbild. Die Römerstraße ist durch den gleichen Haustyp und in gleicher Dichte wie die Faukenstraße, jedoch doppelseitig bebaut. Die Giebel stehen sich hier gegenüber und bilden einen besonders einheitlichen Straßenraum, der durch geschnitzte und aufgedoppelte Haustüren und hölzerne Balkone belebt wird. Der gewundene Zug der Ballengasse, ebenfalls doppelseitig mit Giebelhäusern bebaut, zeigt eine Gruppe Alt-Werdenfelser Häuser Nr. 7/9, 11, 13, die vom Brand 1863 nicht berührt worden ist und eindrucksvoll an den älteren malerischen Charakter der Bebauung des Sonnenbergs erinnert. Die Bebauung der St.-Anton-Straße ist Ergebnis einer Aussiedlung 1864. Bäuerliche Giebelbauten liegen sich in einer verhältnismäßig schmalen Gasse gegenüber.